# 矢引信號場
矢引信號場（日语：／ Yabiki Shingō-jō */?）是位於山形縣鶴岡市矢引，日本國有鐵道（國鐵）羽越本線的號誌站（廢站）。

## 歷史
隨著三瀨站至羽前水澤站之間雙線化，便於矢引隧道南邊建於新的新矢引隧道。由於矢引·新矢引隧道至羽前水澤之間率先雙線化完成，便於三瀨站靠近羽前水澤站一方約3.1公里處設置此號誌站。後來，隨著三瀨至此號誌站之間的雙線化工程完成，此號誌站的使命也完結。
另外，隨著三瀨至羽前水澤之間雙線化，三瀨至矢引隧道之間的下行線路軌走線也進行改善工程，使用新的走線。

### 年表
- 1964年（昭和39年）7月7日：國鐵理事會決定在三瀨至羽前水澤之間建設新的路軌。
- 1966年（昭和41年）
  - 6月7日：新矢引隧道 (1,475米) 貫通。
  - 9月22日：矢引隧道至羽前水澤之間雙線化完成，此號誌站啟用[1]。
- 1967年（昭和42年）10月17日：三瀨至此號誌站之間雙線化，此號誌站廢除[1]。使三瀨至羽前水澤之間雙線化。

## 構造
此號誌站為單線變為雙線的號誌站。

## 周邊
- 山形縣道334號三瀨水澤線（日语：山形県道334号三瀬水沢線）
- 矢引公民館
- 矢引隧道
- 新矢引隧道
- 日本海東北自動車道

## 相鄰車站
日本國有鐵道（國鐵）
羽越本線
三瀨－矢引信號場－羽前水澤

## 注腳
1. 1 2  今尾惠介（監修）.  2 東北. 新潮社. 2008: 47. ISBN 978-4-10-790020-3 （日语）.

## 相關項目
- 日本號誌站列表（日语：日本の信号場一覧）